# 沈汝谐
沈汝谐（?—?），钱塘人。宋朝政治人物。
徽宗大观三年（1109）进士。绍定六年任安溪县令。《全宋诗》录其诗二首。